# باریک (شهر)
باریک (به لاتین: Barique) یک منطقهٔ مسکونی در گرنادا است که در Saint Patrick Parish, Grenada واقع شده‌است. باریک ۲۸۹ متر بالاتر از سطح دریا واقع شده‌است.